# Château de Hohenstaufen

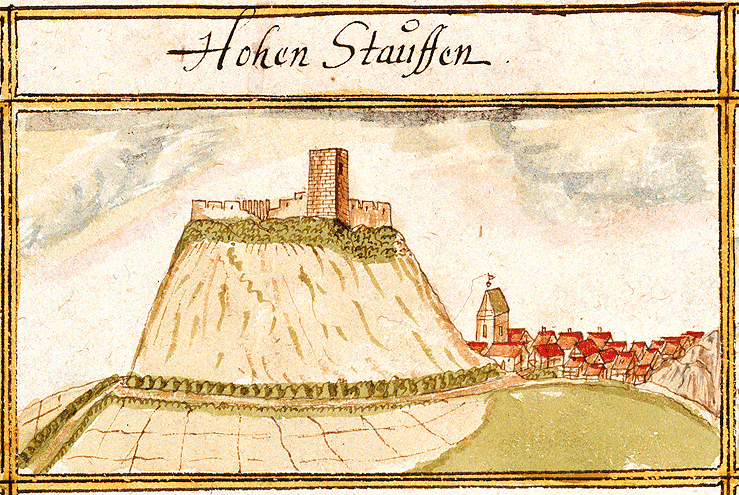
Vue du château, Registre forestier d'Andreas Kieser, 1685 (orientation ouest-sud-ouest ; la localité de Hohenstaufen se trouve au sud-est de la montagne).

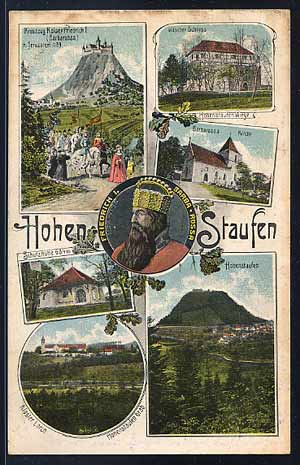
Hohenstaufen sur une carte postale de 1905.

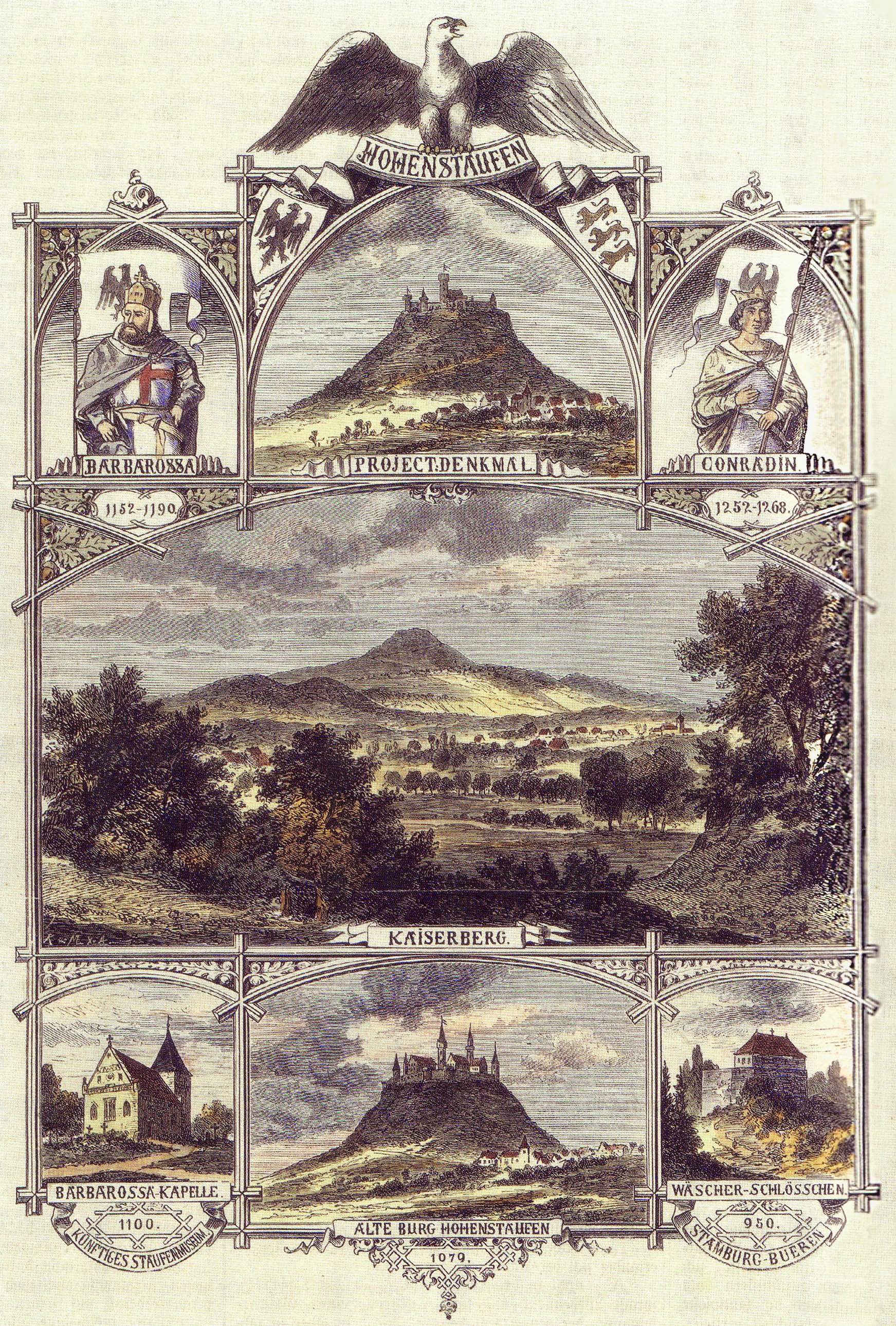
Projet de monument national commémoratif, 1871.

Le château de Hohenstaufen est la ruine d'un château médiéval situé sur un sommet de la localité de Hohenstaufen, aujourd'hui un quartier de la ville allemande de Göppingen dans le land de Bade-Wurtemberg. Il est connu pour avoir donné son nom à la maison de Hohenstaufen.

## Situation géographique
L'édifice est situé au sommet de la butte de Hohenstaufen à 684 m d'altitude.
Le nom de Stauf se réfère à la forme conique de la butte, semblable à un gobelet renversé.

## Histoire

### Avant 1070
Ce n'est que depuis quelques années que l'on sait que le sommet du Hohenstaufen a été habité longtemps avant la construction du château médiéval. En 2003 est découvert dans la partie nord du haut plateau un lieu d'inhumation comportant 20 sépultures d'hommes, de femmes et d'enfants que la datation par le carbone 14 situe entre l'ère mérovingienne (première moitié du VIIIe siècle) et le début du haut Moyen Âge. Lors de fouilles ponctuelles dans les années suivantes, on a mis au jour de la céramique de la même période. Lors de fouilles et de travaux de rénovation entre 2009 et 2013 ont été découvertes des traces d'occupation à l'âge du Bronze, à la fin de la période de Hallstatt et au début du second âge du fer (Ve siècle av. J.-C.). L'analyse de ces découvertes n'est pas encore terminée en 2014.

### Château médiéval (1070 - 1525)
Le château de Hohenstaufen est édifié vers 1070 pour Frédéric Ier de Souabe, d'après ce qu'on conclut des écrits de l'évêque Otton de Freising (mort en 1158) bien qu'on ne connaisse pas les dates exactes de la construction. Il est probable que Frédéric, alors qu'il n'était que comte, possédait déjà sur le même site une place-forte plus modeste, car Otton de Freising rapporte que Friedrich a transformé une « colonia » (logis) en « castro » (château). Le duc Frédéric réside par intermittence sur le Staufen et il est le premier de sa famille à lui emprunter le nom de « Hohenstaufen ». Comme le château est édifié avant que Frédéric prenne le titre de duc, il n'est pas encore château impérial mais seulement son alleu. Le château demeure jusqu'au milieu du XIIIe siècle le berceau de la famille royale et impériale des Hohenstaufen. Il change ensuite de propriétaire à plusieurs reprises.
À la suite d'une campagne du duc Frédéric II en Haute-Souabe en 1132 où il dévaste des possessions welfes, le duc bavarois Henri le Superbe décide la même année d'une expédition punitive allant de Daugendorf, sur le Danube, jusqu'à la Souabe, où les terres des Hohenstaufen sont ravagées et brûlées. Le berceau familial reste cependant invaincu, tout comme lors de la campagne suivante de 1134. Au XIIe siècle, le château est agrandi et renforcé, on y construit notamment une muraille interne qui sépare une fortification avancée de la citadelle même.
Le duc Frédéric IV de Souabe porte, au plus tard à partir de 1163, le titre de duc de Staufen (Herzog von Staufen). De tous les Staufen, il est le seul à avoir ce nom dans les documents contemporains. Il a probablement résidé au château. La présence de l'empereur Frédéric Barberousse, le petit-fils de Frédéric Ier, y est attestée le 11 mai 1181, « in castro Stoufen ». Le 27 août 1208 y meurt en couches la reine Irène, veuve de Philippe de Souabe assassiné deux mois plus tôt.
Ce n'est qu'au XIVe siècle que s'impose le nom de Hohenstaufen pour le la butte et le château. Pour les différencier du village, on continue à nommer celui-ci « Staufen ». Les ministériels attachés au service du château (Burgmannen) font construire leurs propres châteaux dans le pays environnant, déjà qualifié de « Pays de Staufen » (Stauferland). Le village est alors une Marktgemeinde disposant de privilèges particuliers au sein du territoire du Wurtemberg.
Le registre fiscal impérial mentionne le château pour la dernière fois en 1241 comme possession des Hohenstaufen. Après leur chute en 1268, le château est élevé au rang de château impérial (Reichsburg (de)) par le roi Rodolphe de Habsbourg qui s'y rend en 1288 pour en prendre possession.
Sa position stratégique est par la suite source de conflits entre les comtes de Wurtemberg et l'Empire. Après les Hohenstaufen, il revient au Wurtemberg. Il est assiégé et pris par Eberhard de Wurtemberg en 1319, puis à nouveau par l'empereur Charles IV, en 1360. Le 17 mai 1366, le duc Albert d'Autriche l'achète à l'empereur Charles IV. L'an 1371, l'empereur Charles IV accorde une augmentation des taxes pour les réparations à apporter au château dont « les murs et toits se sont complètement effondrés ». En 1372, le château retourne dans le giron des comtes de Wurtemberg.

### Destruction et ruine (1525 - vers 1800)
Le château n'est défendu que par une petite troupe quand il est détruit par des insurgés le 29 avril 1525, lors de la guerre des Paysans. Après un bref siège et une première attaque des paysans de Gaildorf et de Schwäbisch Hall, le chevalier Michel Reuß von Reußenstein abandonne le combat et, dans le tonnerre des canons massés à la porte du château, fuit avec la troupe à la faveur de la fumée de la poudre. Après cet épisode décrit par les chroniqueurs comme peu glorieux, le château est pillé et incendié. Une autre source mentionne que le château est assailli une deuxième fois et détruit par la troupe paysanne de Joerg Bader de Böblingen. Une autre source encore date l'incendie du château exactement au début de l'après-midi du 1er mai 1525 : « L'an 1525 au jour de Saint-Philippe et Saint-Jacques a été brûlé Hohenstauffen par les paysans, entre 1 heure et 2 heures de l'après-midi ».
Peu après, en 1555, le duc Christophe de Wurtemberg transforme la ruine incendiée en carrière de pierre pour la construction de son palais de Göppingen. Malgré la démolition, l'érudit Martin Crusius s'y rend en 1588 et en fait une description et des dessins. Il note : « à l'exception de murs nus et de tours sans toit ni charpente » plus rien n'est à voir et ce qui reste des murs diminue « parce que les pierres sont emportées à Göppingen pour de nouveaux bâtiments. Pendant la guerre de Trente ans (1618-1648), l'emplacement ne joue aucun rôle militaire. De 1636 à 1648, Hohenstaufen est sous le contrôle de l'Autriche. En raison de l'incertitude des titres de propriété, le château n'est pas rebâti.
Une tour de défense (Bergfried) existant encore en 1685 et attestée par une aquarelle d'Andreas Kieser est détruite en 1705. Un document du 20 mai de cette année rapporte qu'une fissure fragilise une tour encore debout et « va causer des dommages aux hommes et aux bêtes ». La Chambre royale hongroise en autorise alors la démolition. Il s'agit probablement de la Bubenturm située sud-ouest et non du donjon (Mannsturm) édifié au centre de la forteresse de forme ovale.
En 1736, le duc Charles-Alexandre de Wurtemberg décide de construire une nouvelle forteresse sur la butte. Des travaux de nivellement à l'explosif commencent à l'été 1736 mais le projet prend fin avec la mort du duc l'année suivante. En 1769, il est rapporté que depuis le sommet sont descendues « 60 charrettes de moellons pour la construction de maisons » sans qu'on sache s'ils proviennent du château d'origine ou des débuts de fortifications de 1736. Une gravure sur bois de Max Bach en 1798 montre « le dernier reste de mur de Hohenstaufen ». Au XIXe siècle, il ne reste plus rien de l'édifice.

### Fouilles et projets de reconstruction
C'est surtout à partir de proclamation de l'Empire allemand en 1871 que l'endroit est considéré comme monument national. Le XIXe siècle voit trois tentatives de reconstruction du château, ne fût-ce qu'en partie. Mais le Hohenstaufenverein, qui veut édifier une tour d'observation, et les deux Hohenstaufencomités, qui veulent un monument national, ne peuvent réaliser leurs projets faute d'argent. En 1871 et en 1888, les deux comités effectuent les premières fouilles. Les restes du château ne seront plus visibles jusqu'aux fouilles suivantes où deux campagnes ont lieu : de 1936 à 1938 par Walther Veeck, et de 1967 à 1971 où les fondations sont mises au jour et sécurisées. En 2010, des travaux sont entrepris pour préserver le site.
Au pied de la butte se trouve depuis 1977 un centre de documentation sur l'édifice et l'histoire des Hohenstaufen, qui est, avec les restes du château, une des étapes du trajet touristique Route des Staufer. Depuis le 1er juin 2002, une stèle commémorative se trouve au sommet.

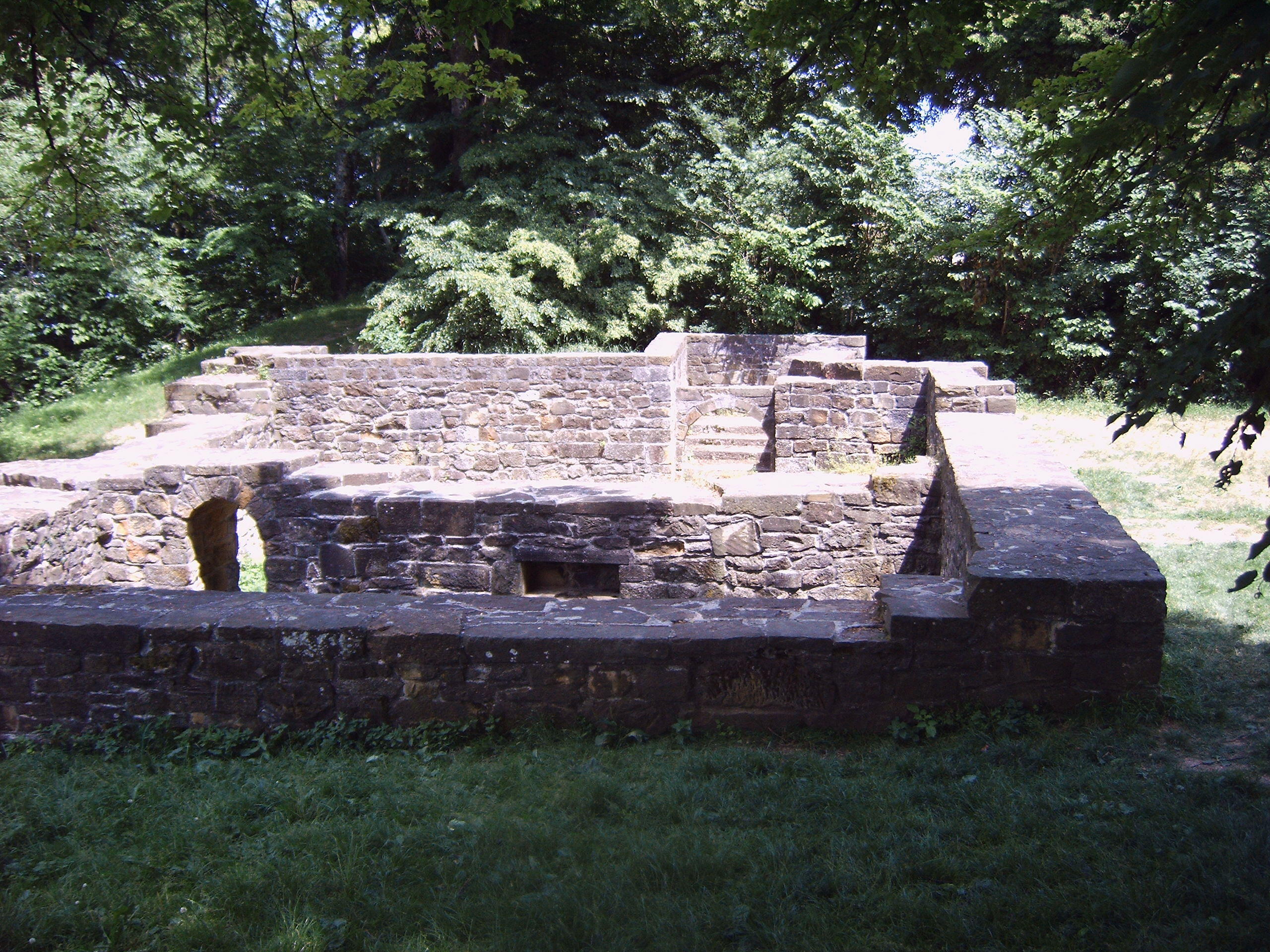
Ruines (2006)
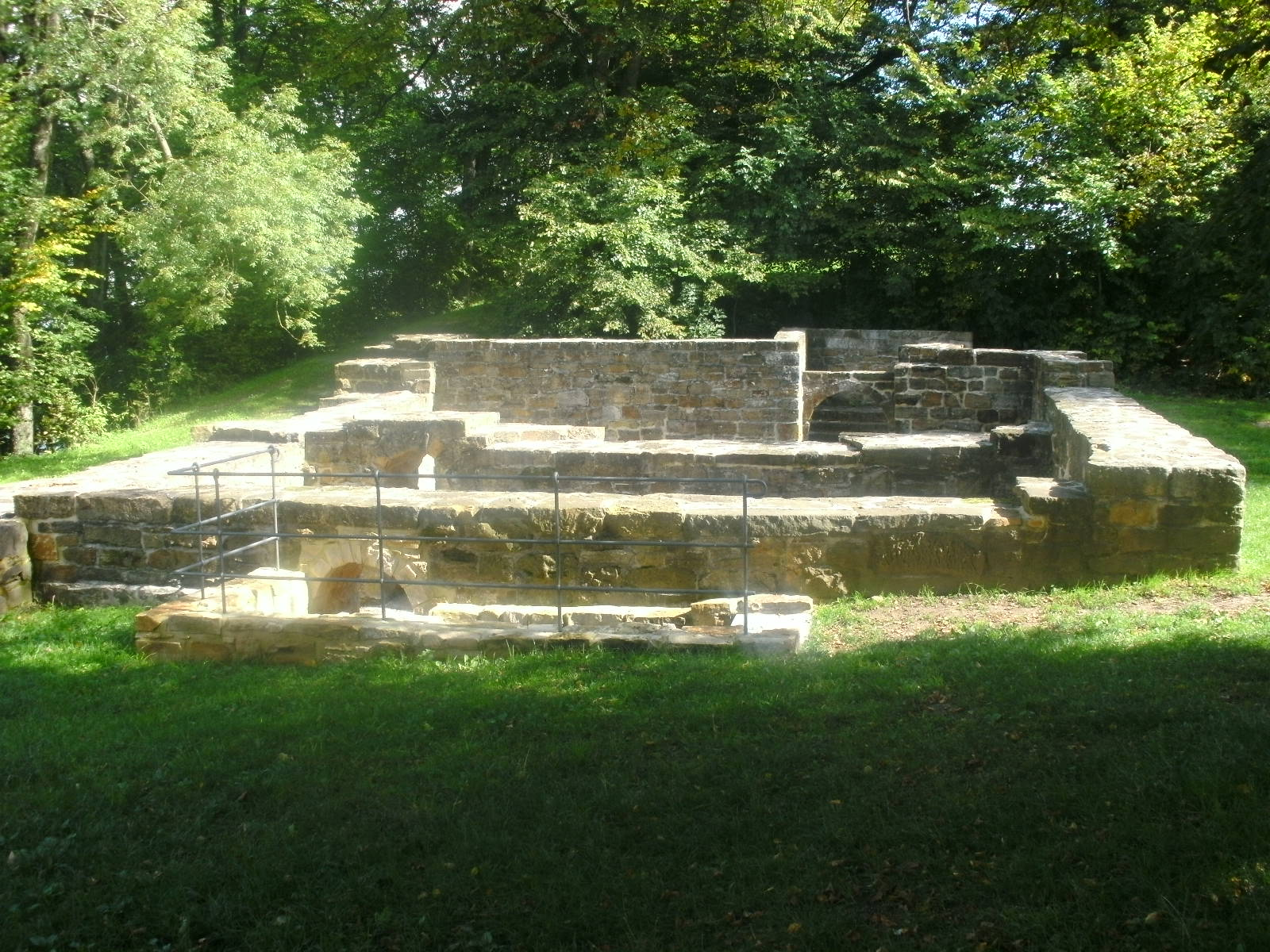
Ruines (2010)
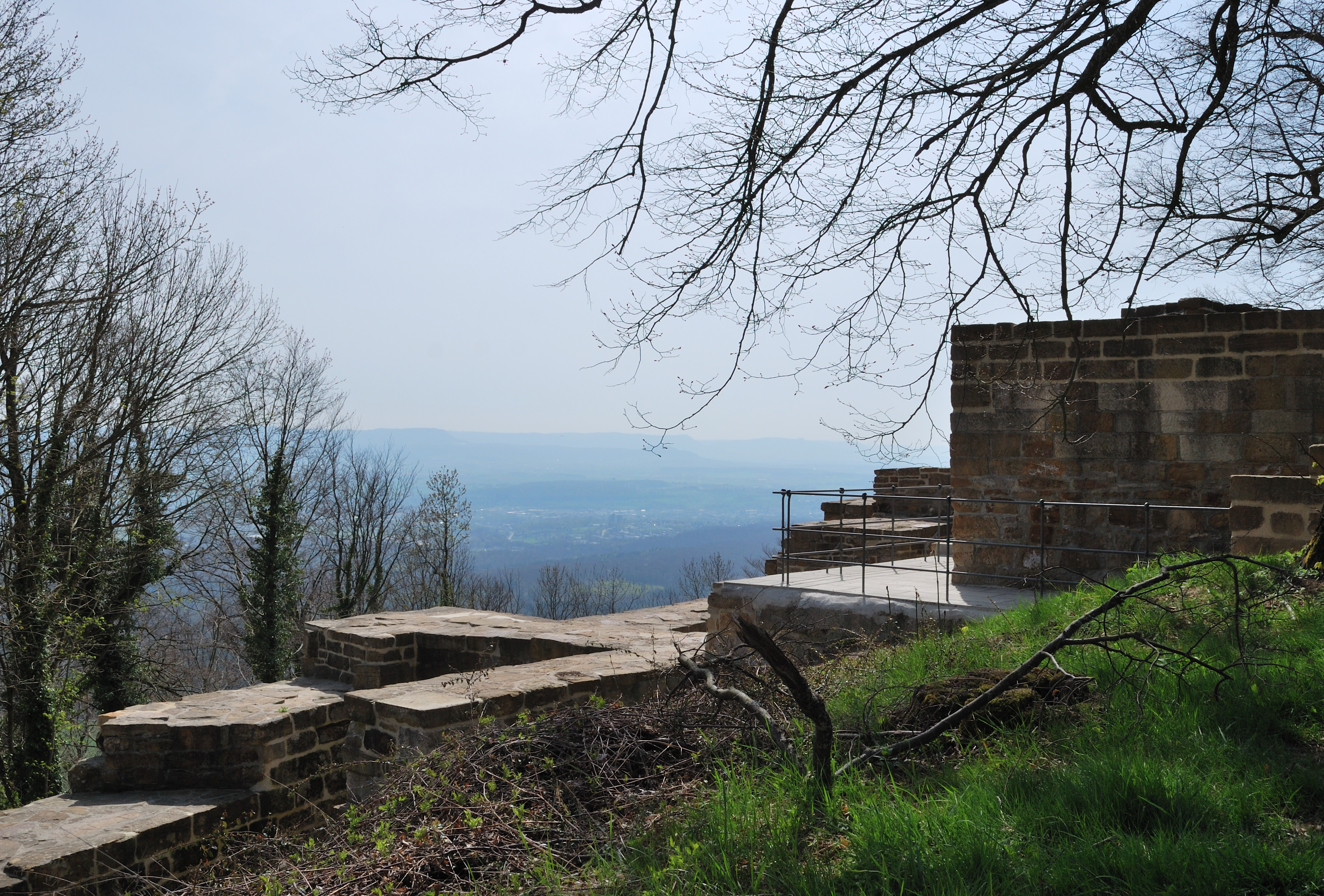
Vue sur les Ruines de la Vallée
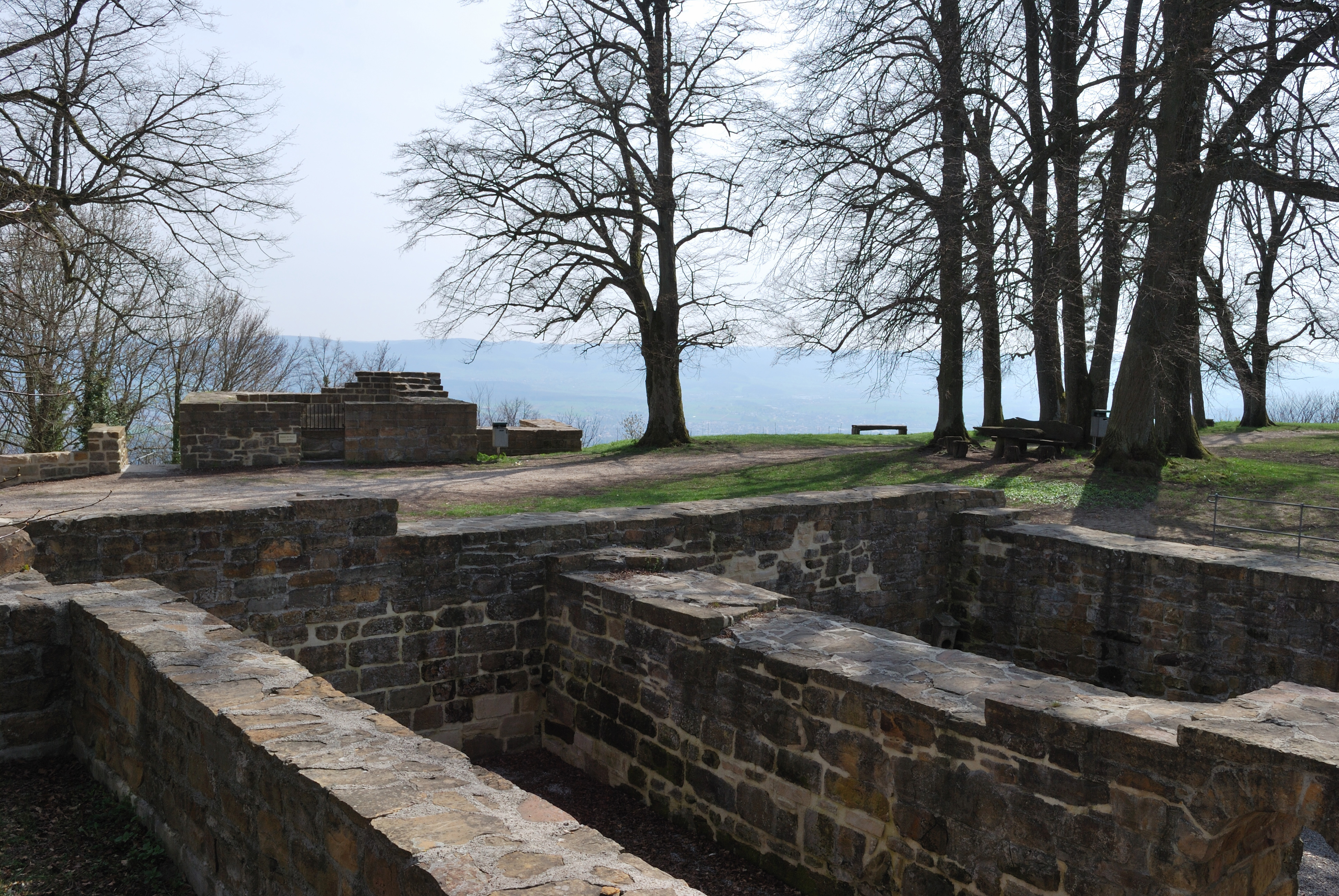
Ruines
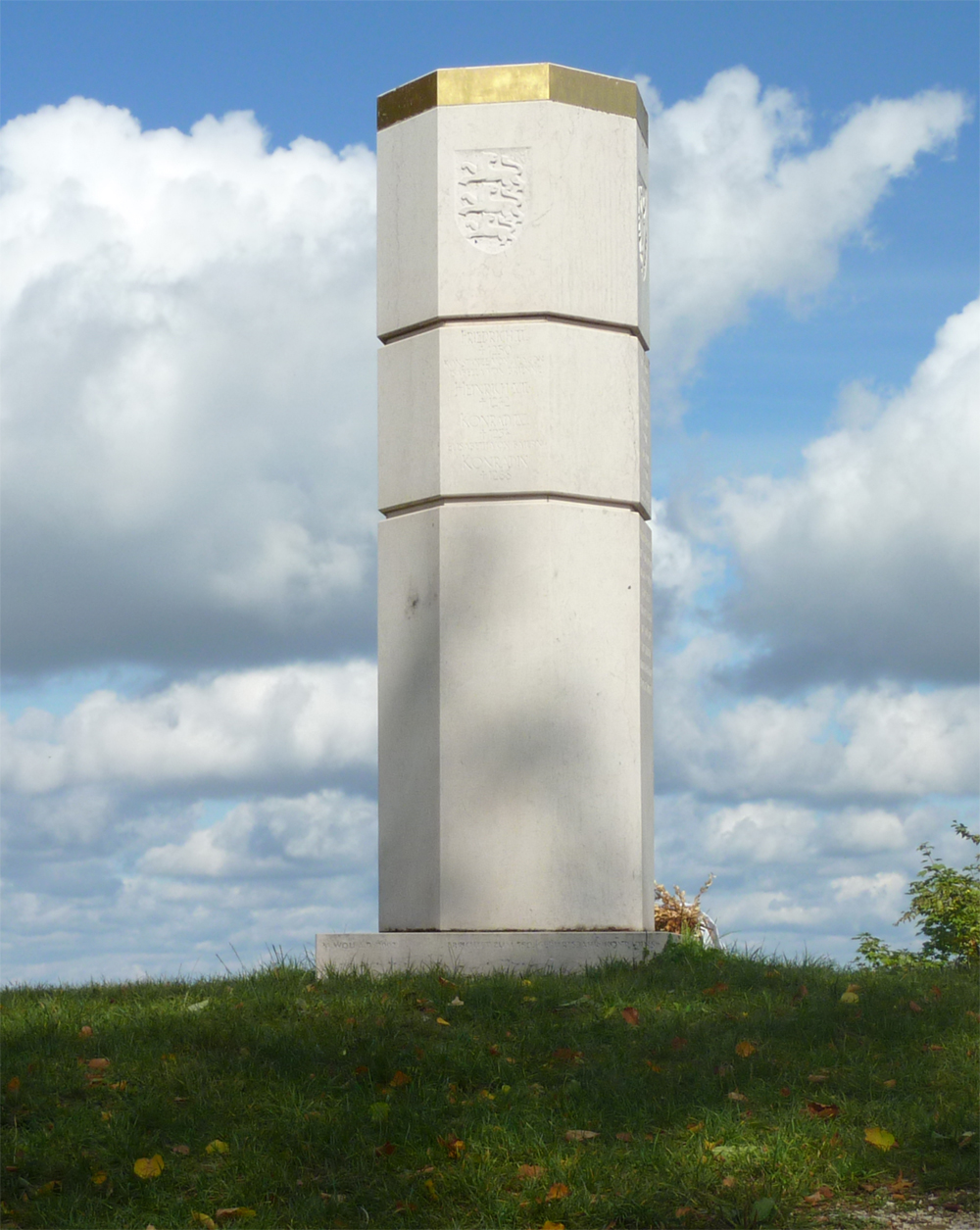
Stauferstele sur le Hohenstaufen